# Wojna domowa w Rzeczypospolitej (1764)

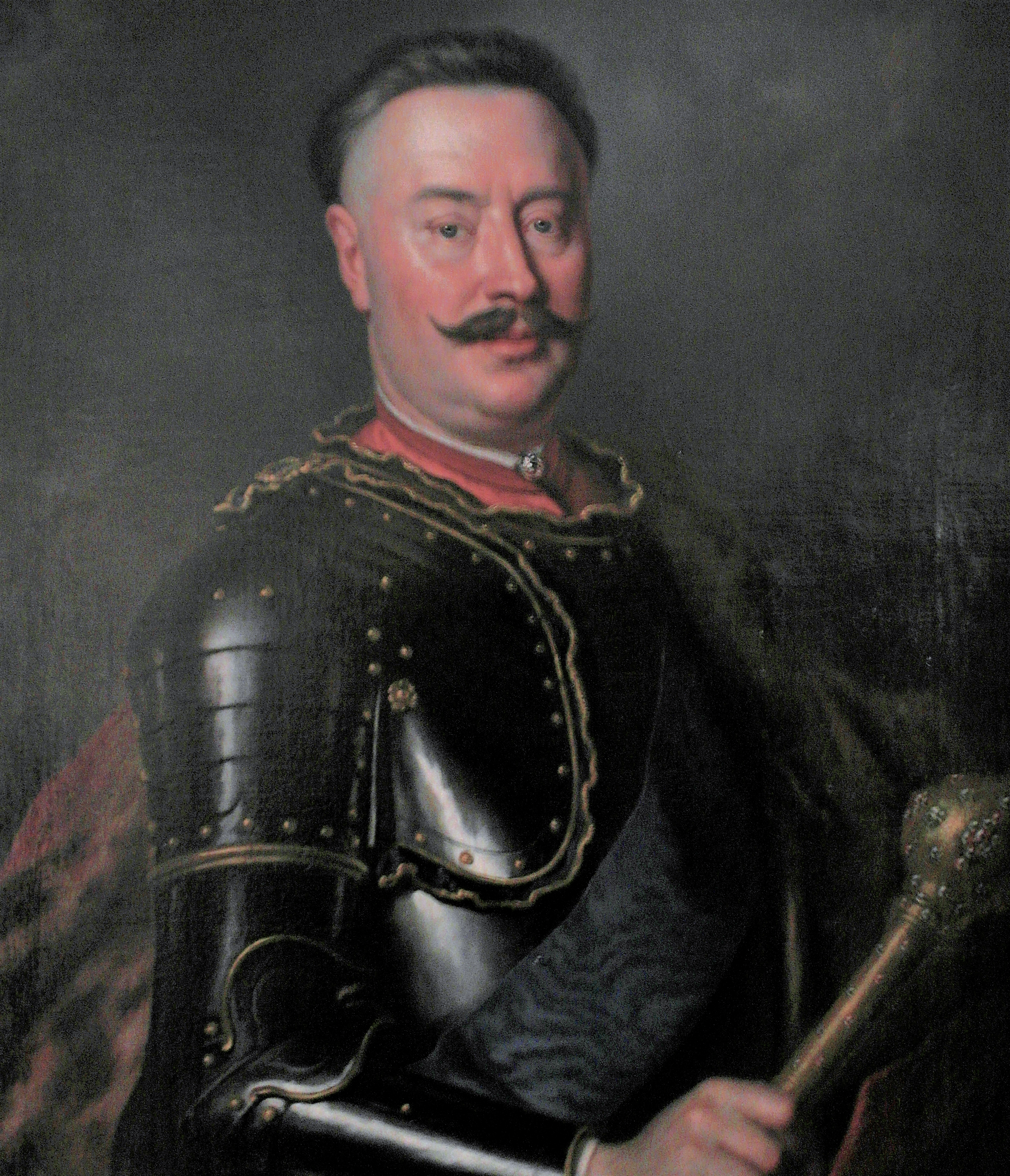
Jan Klemens Branicki, portret pędzla Augustyna Mirysa, przywódca obozu hetmańskiego był kontrkandydatem Poniatowskiego do korony polskiej

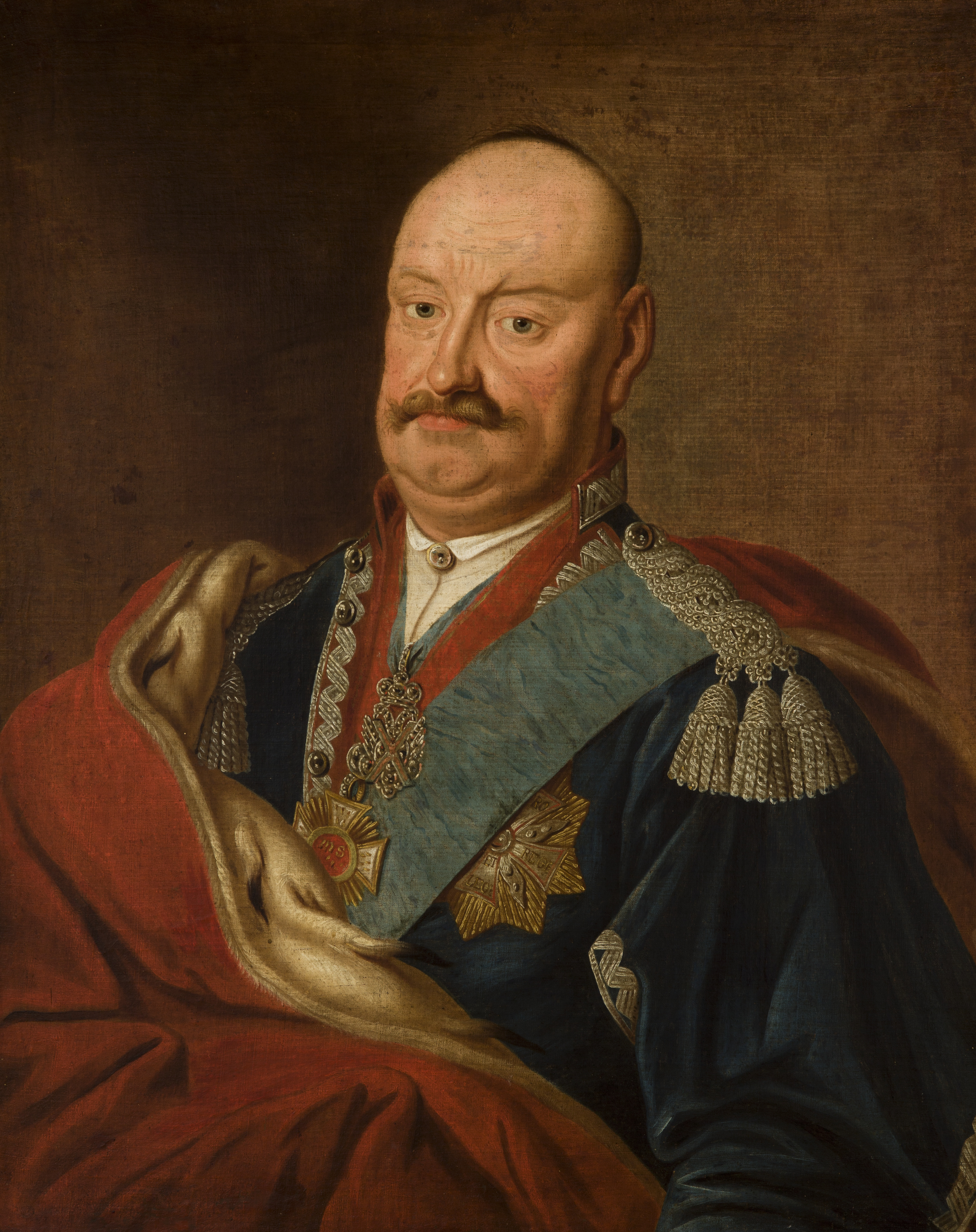
Karol Stanisław Radziwiłł Panie Kochanku, jeden z przywódców obozu hetmańskiego

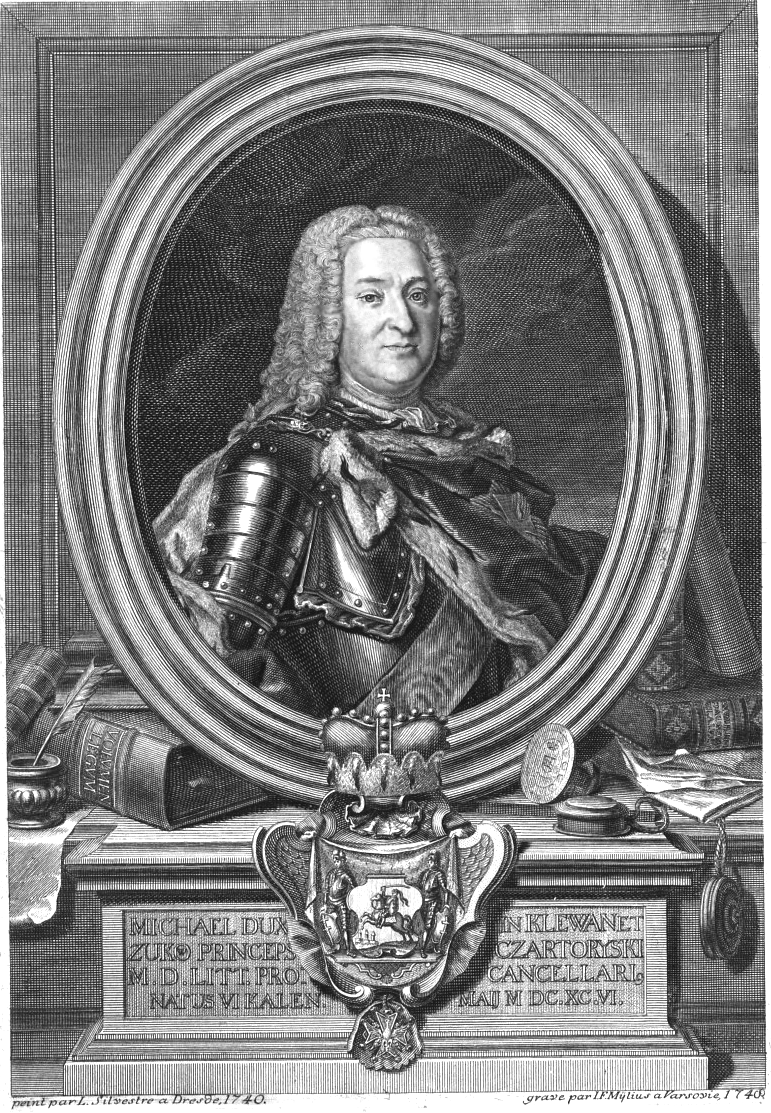
Michał Fryderyk Czartoryski, jeden z przywódców Familii

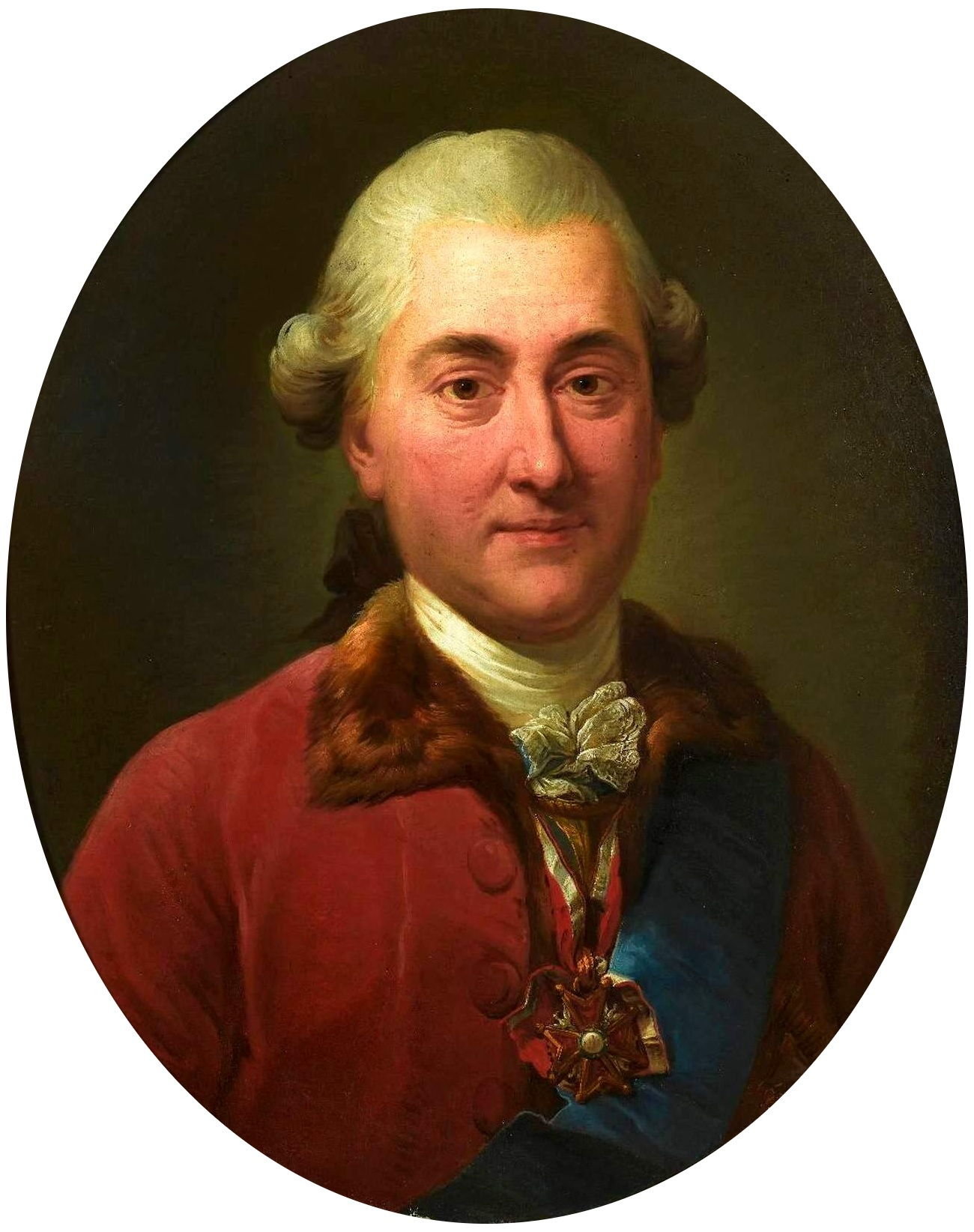
Kazimierz Poniatowski, członek Familii, ścigał oddziały partii hetmańskiej

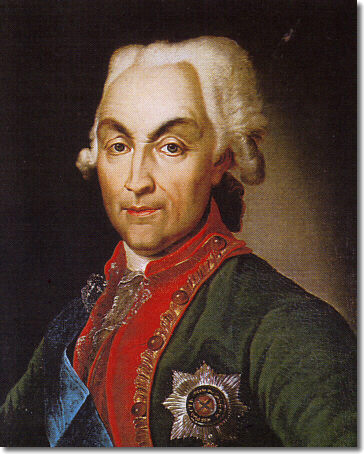
Nikołaj Repnin, poseł rosyjski w Rzeczypospolitej przeprowadzał elekcję Stanisława Augusta Poniatowskiego

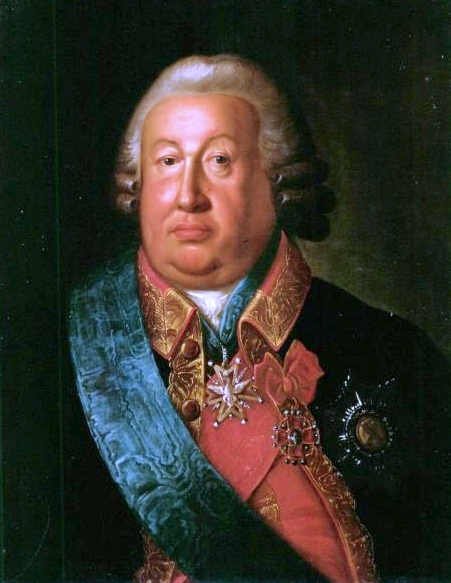
Michaił Wołkoński, dowódca korpusu wojsk rosyjskich na Litwie, który osłaniał konfederację stronników Familii, później elekcję w Warszawie

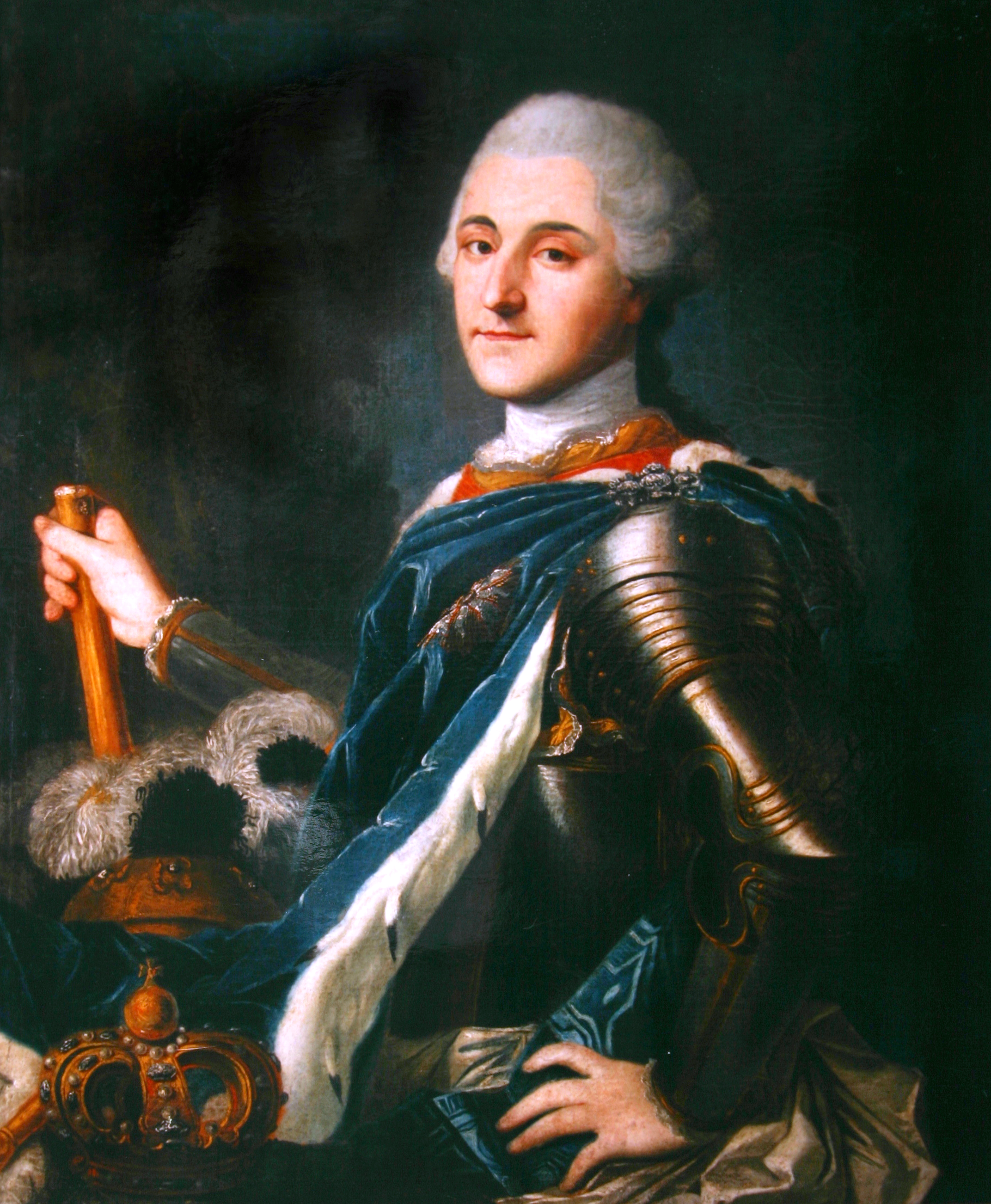
Portret koronacyjny Stanisława Augusta Poniatowskiego

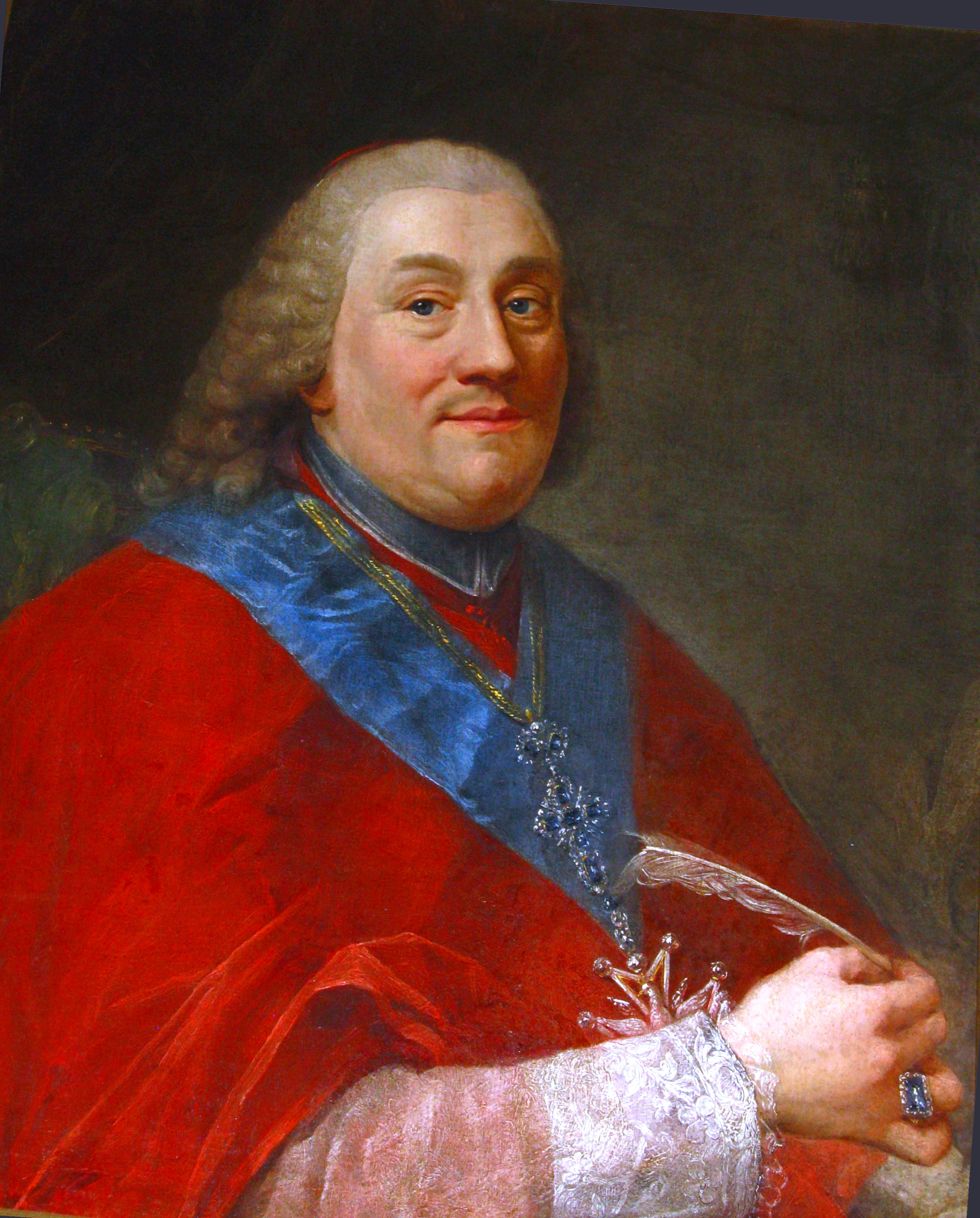
Prymas Polski Władysław Łubieński odegrał kluczową rolę w czasie elekcji, uznał tytuł cesarski władców Rosji, którego Rzeczpospolita nie uznawała od 1721 roku

Wojna domowa w Rzeczypospolitej 1764 – starcie stronnictwa starorepublikańskiego (hetmańskiego) ze wspieranym przez Imperium Rosyjskie obozem Familii w czasie bezkrólewia w Rzeczypospolitej po śmierci Augusta III Sasa, poprzedzające wyniesienie na tron Stanisława Augusta Poniatowskiego w 1764 roku.

## Geneza i tło międzynarodowe
Zakończona w 1763 roku wojna siedmioletnia i wstąpienie na tron rosyjski Katarzyny II w wyniku przewrotu pałacowego spowodowały zbliżenie rosyjsko-pruskie w ramach tzw. systemu północnego. Jeszcze za życia Augusta III, w 1763, stronnictwo Czartoryskich przygotowywało zamach stanu przy zawiązaniu konfederacji, która przy rosyjskiej pomocy pozwoliłaby im przeprowadzić reformę państwa. 20 lipca 1763 roku Nikołaj Iwanowicz Sałtykow na czele 4 pułków wojsk rosyjskich wkroczył w granice Rzeczypospolitej. 26 lipca Katarzyna II wydała deklarację, w której usprawiedliwiała ten krok brakiem zadośćuczynienia za urazę, jakiej doznała ze strony czterech ministrów koronnych, brakiem uznania przez Augusta III Sasa nowego, zainstalowanego przez Rosjan księcia Kurlandii, brakiem przeciwdziałania przeciwko pogwałceniu praw Rzeczypospolitej, odsuwaniem od urzędów i prześladowaniem stronników rosyjskich. Zerwano sejmiki: płocki, rawski, chełmiński, czernihowski, podolski, ruski i sejmiki wielkopolskie. Na sejmiku generalnym ruskim w Sądowej Wiszni członkowie obydwu stronnictw stoczyli walkę, kilkadziesiąt osób zostało rannych.
Po śmierci Augusta III 5 października 1763 roku, 17 października przedstawiciele dyplomatyczni Rosji w Rzeczypospolitej Herman Karl von Keyserling i Nikołaj Repnin otrzymali nowe instrukcje Katarzyny II, zalecające im popieranie do korony polskiej stolnika litewskiego Stanisława Poniatowskiego. Tajny artykuł specjalny konwencji rosyjsko-pruskiej z 11 kwietnia 1764 roku zakładał udzielenie pomocy zbrojnej Rosji przez Prusy w przypadku, gdyby jakieś mocarstwo europejskie poparło zbrojnie przeciwnika Poniatowskiego.
Repnin i Keyserling w imieniu cesarzowej Rosji a Johann Carl Friedrich zu Schönaich-Carolath w imieniu króla Prus rekomendowali na audiencji prymasowi Władysławowi Łubieńskiemu kandydaturę Stanisława Poniatowskiego do korony polskiej.
Poseł austriacki w Warszawie Florimont-Claude Mercy-Argenteau podsunął nuncjuszowi papieskiemu Antoniowi Eugeniowi Viscontiemu myśl, by Rzym na prośbę opozycji zatwierdził bullę Sykstusa V z 1589 roku, pozbawiającą prymasa prawa ogłaszania wyboru nowego króla, gdy elekcja nie odbyła się z poszanowaniem zasad Rzeczypospolitej.
Na wieść o bezkrólewiu Rosjanie przesunęli w rejon Kurlandii i Smoleńska 30-tysięczny korpus swych wojsk. Rosja zmobilizowała w czasie polskiego bezkrólewia 100 tysięcy żołnierzy.

## Stronnictwo hetmańskie
Obóz starorepublikański (hetmański) pod wodzą hetmana wielkiego koronnego Jana Klemensa Branickiego dążył do zachowania wszystkich swobód i dawnego ustroju Rzeczypospolitej, liczył na poparcie tzw. państw południowych (Austrii i Francji). Stronnictwo hetmańskie popierało do korony syna Augusta III Sasa, elektora saskiego Fryderyka Krystiana Wettyna, a po jego śmierci 17 grudnia 1763 roku, opowiedziało się za przeprowadzeniem wolnej elekcji, nie wyłączając żadnego kandydata do tronu. Prominentnymi członkami stronnictwa byli: wojewoda wileński Karol Stanisław Radziwiłł „Panie Kochanku”, wojewoda kijowski Franciszek Salezy Potocki, marszałek wielki koronny Franciszek Bieliński, marszałek nadworny koronny Jerzy August Mniszech, marszałek nadworny litewski Józef Paulin Sanguszko, hetman polny koronny Wacław Piotr Rzewuski, wojewoda poznański Antoni Barnaba Jabłonowski, wojewoda kaliski Ignacy Twardowski, wojewoda brzeskokujawski Antoni Józef Dąmbski, wojewoda wołyński Józef Kanty Ossoliński, wojewoda lubelski Antoni Lubomirski.

## Stronnictwo Familii
Opłacane i wspierane przez Rosjan stronnictwo Familii pod wodzą kanclerza wielkiego litewskiego Michała Fryderyka Czartoryskiego gotowe było przeprowadzić zmianę ustroju Rzeczypospolitej drogą zamachu stanu. Prominentnymi członkami Familii w omawianym okresie byli: wojewoda ruski August Aleksander Czartoryski, generał ziem podolskich Adam Kazimierz Czartoryski, podkomorzy koronny Kazimierz Poniatowski, generał austriacki Andrzej Poniatowski, Michał Jerzy Poniatowski, Stanisław Poniatowski, Michał Kazimierz Ogiński, hetman wielki litewski Michał Józef Massalski, biskup wileński Ignacy Jakub Massalski, wojewoda pomorski Paweł Michał Mostowski, podskarbi wielki litewski Jerzy Detloff Flemming, wojewoda inowrocławski Andrzej Hieronim Zamoyski, strażnik wielki koronny Stanisław Lubomirski, biskup płocki Hieronim Antoni Szeptycki i biskup kujawski Antoni Kazimierz Ostrowski.

## Sejmiki 1764
Keyserling wraz z Czartoryskimi zdołali przekonać prymasa interreksa Władysława Łubieńskiego do opóźnienia zwołania sejmików i sejmu konwokacyjnego, co uniemożliwiło wykorzystania przewagi (4/5 szlachty) jaką zaraz po śmierci Augusta III Sasa dysponowało stronnictwo hetmańskie. 
W czasie bezkrólewia 1764 roku hetman wielki litewski Michał Józef Massalski za 40 tys. rubli wpuścił bez protestu wojska rosyjskie do kraju.
W lutym 1764 Czartoryscy zażądali wzmocnienia wojsk rosyjskich w Rzeczypospolitej oddziałem 2 tysiąca piechoty, który został przegrupowany do Międzyrzeca i Konstantynowa. Lutowe wybory na sejmikach przedkonwokacyjnych w Koronie nie dały przewagi żadnemu ze stronnictw. Oba obozy wydały manifesty, doszło do rozdwojenia sejmików: wołyńskiego, w Bracławskiem, na Kujawach i w województwach wielkopolskich, gdzie obie strony osobno powybierały sędziów kapturowych i posłów. Na sejmiku wołyńskim doszło do starć orężnych. Na Litwie wygrali stronnicy Familii. Niektóre sejmiki litewskie, na których doszło do starć zbrojnych stronnictw, wyłoniły także podwójną liczbę posłów i sędziów kapturowych. Rozżalony Karol Stanisław Radziwiłł Panie Kochanku, pomimo groźby klątwy biskupa wileńskiego Ignacego Massalskiego, dokonał w Wilnie gwałtów na osobach sędziów kapturowych.
Obie strony podjęły próbę powetowania swoich strat na sejmiku generalnym pruskim w Grudziądzu, na którym wybierano nieograniczoną liczbę posłów. Sejmik odbywał się w obecności liczącego ok. 2000 żołnierzy oddziału generała rosyjskiego Chomutowa, który pozostawał w Rzeczypospolitej od czasu wojny siedmioletniej pod pozorem strzeżenia magazynów w Grudziądzu i Świeciu. Sejmik otoczony przez wspierających Andrzeja Poniatowskiego żołnierzy rosyjskich nie doszedł do skutku. W obecności oddziału wojsk koronnych i milicji nadwornych m.in. Karola Stanisława Radziwiłła „Panie Kochanku” i Franciszka Salezego Potockiego, doszło tam do starć wyborców z oddziałem wojsk rosyjskich Chotumowa. Oddział ten przybył do Warszawy, co spowodowało manifest protestacyjny partii hetmańskiej i remanifest Familii.

## Wkroczenie wojsk rosyjskich i konfederacja litewska
W zaistniałej sytuacji dwór rosyjski wydał zalecenie swoim przedstawicielom dyplomatycznym za granicą, by uprzedzili mocarstwa, że wprowadzenie wojsk rosyjskich do Rzeczypospolitej w celu utrzymania porządku stało się koniecznością. Rosjanie wyrazili zgodę na zawiązanie konfederacji przez stronników Familii. 16 kwietnia koniuszy wielki litewski Michał Brzostowski zawiązał w duchu Familii konfederację Wielkiego Księstwa Litewskiego. Dla jej poparcia w granice Rzeczypospolitej bez zgody jej władz wkroczyły dwie kolumny wojsk rosyjskich w sile 7–8 tysięcy żołnierzy. Jedna pod wodzą Michaiła Wołkońskiego kierowała się na Mińsk, druga Michaiła Daszkowa na Grodno. Formacja Wołkońskiego dostała rozkaz forsownego marszu na Warszawę. Oddziały rosyjskie pomagały Familii zawiązywać konfederację, niejednokrotnie zmuszając szlachtę do przystępowania do niej. Konfederacja wytoczyła proces Karolowi Stanisławowi Radziwiłłowi Panie Kochanku o gwałt na Massalskim. Milicja radziwiłłowska zdewastowała pałac podskarbiego Jerzego Detloffa Flemminga w Terespolu, spaliła miasteczko i zabrała gwardię, w odwecie stronnicy Flemminga wraz z Rosjanami spalili Białą Radziwiłła.
Dla wsparcia zawiązania konfederacji generalnej w Koronie, Czartoryscy zażądali przysłania posiłków rosyjskich.
Na Radzie Senatu w Warszawie hetman Jan Klemens Branicki i grupa senatorów bezskutecznie żądali od przekupionego przez Rosjan prymasa Władysława Aleksandra Łubieńskiego, by odroczył sejm konwokacyjny, z powodu obecności wojsk obcych, podwójnego wyboru posłów i nie dojścia do skutku sejmiku generalnego pruskiego i by zwołał pospolite ruszenie. Stronnictwo hetmańskie wystosowało protest do dworów europejskich przeciwko wkroczeniu Rosjan do Rzeczypospolitej. Familia ze swojej strony wysłała pokorny list do Katarzyny II, w którym potępiła wystąpienie stronnictwa hetmańskiego i wyraziła dogłębną wdzięczność za przysłanie wojsk rosyjskich. 20 kwietnia 1764 roku 26 magnatów podpisało list dziękczynny do Katarzyny II za wprowadzenie wojsk rosyjskich. Wśród nich: August Aleksander Czartoryski, Michał Fryderyk Czartoryski, Stanisław Kostka Czartoryski, Adam Kazimierz Czartoryski, Józef Klemens Czartoryski, Stanisław Antoni Poniatowski. W odpowiedzi Katarzyna II oświadczyła posłom zagranicznym w Petersburgu, że zmuszona była wesprzeć konfederatów, którzy zawiązali związek w obronie wolności i swobód, zagrożonych i naruszonych przez gwałty Karola Stanisława Radziwiłła „Panie Kochanku”.

## Zerwanie konwokacji
Na konwokację do Warszawy Radziwiłł Panie Kochanku i Franciszek Salezy Potocki ściągnęli swe oddziały wojsk w sile ok. 7 tysięcy ludzi, a Czartoryscy 4 tysiące swojej milicji nadwornej, składającej się także z żołnierzy na żołdzie cesarzowej rosyjskiej. Siły obu stron mniej więcej się równoważyły. Wojsko rosyjskie stacjonowało na Solcu i Ujazdowie, ściągnęło do stolicy armaty. 7 maja 1764 roku żołnierze rosyjscy i z oddziałów Familii obsadzili Zamek Królewski, gdzie miał się odbyć sejm konwokacyjny, wiodące do niego ulice i Krakowskie Przedmieście. Obecni byli przy wejściu do sali obrad, a nawet zajęli miejsca dla publiczności.
Uczestnikami sejmu konwokacyjnego zostali tylko stronnicy Familii, gdyż stronnicy partii hetmańskiej 7 maja 1764 roku, chcąc zapobiec rozlewowi krwi po wydaniu manifestu, wycofali się z Warszawy. Generał Andrzej Mokronowski zawiadomił izbę o proteście 22 senatorów i 46 posłów przeciwko pogwałceniu prawa międzynarodowego złożonym do ksiąg grodzkich w Warszawie, a marszałek starej laski Adam Leon Małachowski wyszedł z nią na znak protestu, że podniesie ją dopiero po wycofaniu obcych wojsk z kraju. Marszałek wielki koronny Franciszek Bieliński odmówił warty sejmowi, za co sejm specjalną uchwałą odebrał mu komendę chorągwi marszałkowskiej. Konwokacja kontynuowała obrady uznając, że sejmy konwokacyjne są sejmami skonfederowanymi i jako takie nie mogą być zerwane. Sejm przeprowadził reformy zmieniając ustrój Rzeczypospolitej.

## Walki
Familia odebrała komendę nad wojskiem Janowi Branickiemu, powierzając ją Augustowi Czartoryskiemu. Oddział Jana Branickiego w sile 3000 ludzi wycofał się do Sambora, ścigany przez oddział 1500 kawalerii rosyjskiej i 1000 żołnierzy Familii pod wodzą podkomorzego koronnego Kazimierza Poniatowskiego i Franciszka Ksawerego Branickiego. Strony starły się w kilku potyczkach. Rezygnując z działań zaczepnych, pozbawiony pomocy wojewody kijowskiego Franciszka Salezego Potockiego, który obawiał się o swoje dobra ukrainne, Jan Klemens Branicki 23 czerwca 1764 roku wycofał się na Węgry, powierzając dowództwo wojsk koronnych hetmanowi polnemu Wacławowi Rzewuskiemu.
2 czerwca Familia wyprawiła 1000 żołnierzy rosyjskich dla opanowania Nieświeża, tam jednak 300 żołnierzy radziwiłłowskich stawiło im zacięty opór. Dowódca wojsk Radziwiłła Panie Kochanku generał Trychaski wyruszył z 6000 ludzi na odsiecz Nieświeżowi. Oddział wojsk rosyjskich Johanna Dietricha von Rennenkampffa, wsparty przez partyzantów Familii zdobył Nieśwież. 26 czerwca Radzwiłł Panie Kochanku stawił czoła ok. 1500–2000 żołnierzy rosyjskich w bitwie pod Słonimiem, ale pozbawiony pomocy Franciszka Salezego Potockiego i zagrożony okrążeniem przez oddziały Familii wycofał się ku granicy z Mołdawią i przekraczając Dniestr schronił się pod opiekę Porty Osmańskiej w Sorokach, później wyjechał do Drezna.
7 czerwca 1764 ambasador francuski Antoine-René de Voyer de Paulmy, markiz d’Argenson oświadczył prymasowi, że wobec rozdwojenia, do jakiego doszło w Rzeczypospolitej, wraca do Francji.

## Zawiązanie konfederacji koronnej
Ostatnie posiedzenie sejmu miało miejsce 23 czerwca. Na zakończenie obrad sejm zawiązał konfederację generalną koronną, marszałkiem mianując Adama Kazimierza Czartoryskiego. Wsparci przez oddziały wojsk rosyjskich stronnicy Familii dopuszczali się wielu bezkarnych gwałtów na oponentach, siłą zmuszając opornych do przystąpienia do konfederacji, oświadczając, że szlachta, która nie złoży swojego akcesu pozbawiona zostanie głosu w czasie elekcji. Powstające gdzieniegdzie przeciwkonfederacje były tłumione w zarodku przez wojska rosyjskie i partyzantów Familii. Likwidacji uległa konfederacja Potockich, którzy zamierzali ukarać swojego krewnego Ignacego Potockiego za poparcie konwokacji.
Konfederacja litewska odarła Radziwiłła „Panie Kochanku” z dostojeństw, obłożyła sekwestrem jego dobra, odebrała mu województwo wileńskie i na rozkaz Katarzyny II oddała je pisarzowi polnemu litewskiemu Michałowi Kazimierzowi Ogińskiemu. Stronników partii hetmańskiej obie konfederacje prześladowały w sądach, niejednokrotnie skazując i wykonując na nich karę śmierci. 15 września obie konfederacje połączyły się.

## Elekcja i koronacja
7 sierpnia Prusy i Rosja wydały deklarację zalecającą wybór stolnika litewskiego Stanisława Poniatowskiego. 27 sierpnia rozpoczął się sejm elekcyjny. Oddziały rosyjskie odsunięto na 3 mile od stolicy, porządku w mieście strzegło kilka tysięcy żołnierzy Czartoryskich na żołdzie cesarzowej rosyjskiej. Stanisław August Poniatowski, znienawidzony przez większość szlachty, został wybrany królem Polski jedynie przez 5584 elektorów. Na wieść o elekcji wielu przywódców opozycji zgłosiło się z recesem od manifestów.
W dniu imienin Katarzyny II 25 listopada Stanisław August został koronowany w Warszawie, 3 grudnia rozpoczął się sejm koronacyjny.